# Парфёнов, Дмитрий Лаврентьевич

Свято-Исидоровская русско-эстонская церковь.
Фотография 1910-х годов.

Дмитрий Лаврентьевич Парфёнов (1852—1915) — русский купец 2-й гильдии и благотворитель, построивший Предтеченскую церковь на Выборгской стороне, Свято-Исидоровскую русско-эстонскую церковь и Воскресенский храм у Варшавского вокзала в Санкт-Петербурге.

## Биография
Родился 3 мая 1852 года в селе Спас-Серапиха Костромской губернии в бедной крестьянской семье.
Рано осиротев, приехал в столицу на заработки, став в чайной лавке Н.Ф. Кулебякина мальчиком на побегушках, затем приобрел доверие хозяина и сделался приказчиком. Став знатоком чайного дела, Дмитрий поступил на службу в крупную фирму.
Молодой купец стал зарабатывать приличные деньги и начал жить на широкую ногу. Вскоре женился, но жена скончалась в 1882 году, оставив дочь. Спустя два года, в 1884, Дмитрий Лаврентьевич женился вновь, появились ещё дети. В это время ему пришлось бросить своё выгодное дело и заняться менее престижным колбасным производством, поскольку его дядя — Сергей Андреевич Парфёнов — желал передать своё дело Дмитрию и его брату Фёдору, которых он воспитал. Братья Парфеновы наладил связи с Германией, построили колбасный завод[когда?] и стали преуспевающим купцами, поставщиками всех колбасных изделий в столице.
В 1912 году Дмитрий Парфёнов бросил коммерцию, передал дела брату и посвятил себя благотворительной деятельности. Особый интерес для него представляли приюты и богадельни: он помогал обществу попечения о бедных и больных детях, оборудовал приют в Чухломе.
В начале лета 1915 года Парфенов выезжал на позиции в действующую российскую армию.
Осенью 1915 года Дмитрий Лаврентьевич уехал в Крым подлечиться и отдохнуть в Гурзуфе, где неожиданно заболел.
Умер 3 октября 1915 года в Санкт-Петербурге.
Похоронен на Никольском кладбище Александро-Невской лавры.
В 2017 году представитель трех купеческих фамилий — Шаплыгиных, Ананьевых, Парфёновых — Николай Павлович Шаплыгин опубликовал труд «Парфёновы — петербургские купцы и благотворители. История рода» (2-е издание вышло в 2022 году).

## Семья
Первая жена (1872?) — Наталия Ивановна (1858-1882). В этом браке родились две дочери: Екатерина (в замужестве Завьялова; 1874—1940) и Александра (1878, умерла в младенчестве).
Вторая жена (1884) — Параскева Ивановна, ур. Купцова (1866–1930/40?). В этом браке родились три сына и одна дочь: Иван (1889—1967), Василий (1891—1920), Дмитрий (1900—1969) и Мария (1894 — после 1960).

## Интересный факт
Д. Л. Парфёнов был современником отца Иоанна Кронштадтского, который являлся крёстным отцом его младшего сына Дмитрия. Благотворитель Парфёнов никогда не начинал строительства без благословения Иоанна Кронштадтского, а в день ангела всегда навещал его в Кронштадте.

## Награды
Награждён орденами Святого Станислава 2-й степени, Святой Анны 2-й степени и Святого Владимира 4-й степени.

## Память
В 2016 году улицу в Санкт-Петербурге назвали Парфёновской, поскольку на деньги Парфёнова невдалеке была построена Воскресенская церковь.